# Géza Fejér
Géza Fejér (ur. 20 kwietnia 1945 w Budapeszcie) – węgierski lekkoatleta dyskobol, medalista mistrzostw Europy.
Zwyciężył w rzucie dyskiem oraz w pchnięciu kulą na 1. europejskich igrzyskach juniorów w 1964 w Warszawie. Na mistrzostwach Europy w 1966 w Budapeszcie odpadł w eliminacjach rzutu dyskiem oraz pchnięcia kulą. Dwukrotnie zwyciężał w półfinałach pucharu Europy. Zajął 5. miejsce w finale Pucharu Europy w 1967 w Kijowie. Na  mistrzostwach Europy w 1969 w Atenach zajął w finale rzutu dyskiem 10. miejsce.
Na mistrzostwach Europy w 1971 w Helsinkach Fejér zdobył brązowy medal. Na igrzyskach olimpijskich w 1972 w Monachium zajął 5. miejsce, a na mistrzostwach Europy w 1974 w Rzymie – 9. miejsce.
Sześć razy poprawiał rekord Węgier w rzucie dyskiem, doprowadzając go do wyniku 66,92 m (3 lipca 1971, Budapeszt). Jest to również jego rekord życiowy.
Fejér był mistrzem Węgier w rzucie dyskiem w latach 1964, 1966, 1967, 1971–1973, 1975 i 1979. W 1976 został halowym mistrzem kraju w pchnięciu kulą.
Był zawodnikiem Honvédu Budapeszt.